# Striga alba
Striga alba är en snyltrotsväxtart som beskrevs av Francis Whittier Pennell. Striga alba ingår i släktet Striga och familjen snyltrotsväxter. Inga underarter finns listade i Catalogue of Life.